# Władysław Przedpełski
Władysław Przedpełski (ur. 22 lipca 1839 w Warszawie, zm. 9 października 1896 tamże) – polski tancerz, nauczyciel w szkole baletowej.

## Życiorys
Urodził się 22 lipca 1839 w Warszawie w rodzinie Walentego i Eleonory z domu Liping. Był uczniem warszawskiej szkoły baletowej, którą ukończył w 1857. Na scenie zadebiutował jeszcze jako uczeń w 1854. Po ukończeniu szkoły należał do zespołu baletowego Warszawskich Teatrów Rządowych. Od 1862 zajmował stanowisko pierwszego tancerza charakterystycznego. Występy jego cieszyły się uznaniem publiczności i miały dobre recenzje. Paweł Owerłło tak o nim pisał: był to człowiek kulturalny, dobrze władał językiem francuskim, doskonale grał na skrzypcach, artysta o wielkich ambicjach. Komponował utwory taneczne. Nauczał w warszawskiej szkole baletowej oraz szkołach prywatnych przez prawie trzydzieści lat. W styczniu 1892 obchodził trzydziestą piątą rocznicę pracy artystycznej i w tym samym roku przeszedł na emeryturę.
W 1866 ożenił się z tancerką Władysławą Królikowską i miał pięcioro dzieci: Adelajdę, Bronisławę, Antoniego, Władysława i Mieczysława. Zmarł w Warszawie 9 października 1896 i pochowany został na cmentarzu powązkowskim.

## Wybrane role
- Flick („Flick i Flock”),
- Król („Indie”),
- Frollo („Esmeralda”),
- Gustaw („Figle szatana”),
- Thor („Bogini Walhalli”),
- Parys („Jotta”).